# Niles (Ohio)
Niles és una població dels Estats Units a l'estat d'Ohio. Segons el cens del 2000 tenia 20.932 habitants.

## Demografia
Segons el cens del 2000, Niles tenia 20.932 habitants, 8.859 habitatges, i 5.519 famílies. La densitat de població era de 945,3 habitants per km².
Dels 8.859 habitatges en un 26,7% hi vivien nens de menys de 18 anys, en un 45,1% hi vivien parelles casades, en un 13,3% dones solteres, i en un 37,7% no eren unitats familiars. En el 32,9% dels habitatges hi vivien persones soles el 13,1% de les quals corresponia a persones de 65 anys o més que vivien soles. El nombre mitjà de persones vivint en cada habitatge era de 2,31 i el nombre mitjà de persones que vivien en cada família era de 2,95.
Per edats la població es repartia de la següent manera: un 22,3% tenia menys de 18 anys, un 8,1% entre 18 i 24, un 28% entre 25 i 44, un 23,8% de 45 a 60 i un 17,9% 65 anys o més.
L'edat mediana era de 40 anys. Per cada 100 dones de 18 o més anys hi havia 85,3 homes.
La renda mediana per habitatge era de 35.615 $ i la renda mediana per família de 42.704 $. Els homes tenien una renda mediana de 35.936 $ mentre que les dones 23.888 $. La renda per capita de la població era de 19.441 $. Aproximadament el 6,5% de les famílies i el 9,6% de la població estaven per davall del llindar de pobresa.

## Poblacions més properes
El següent diagrama mostra les poblacions més properes.